# Meløy
Meløy ist eine Kommune im norwegischen Fylke Nordland. Die Kommune hat 6104 Einwohner (Stand: 1. Januar 2025). Verwaltungssitz ist die Ortschaft Ørnes.

## Geografie

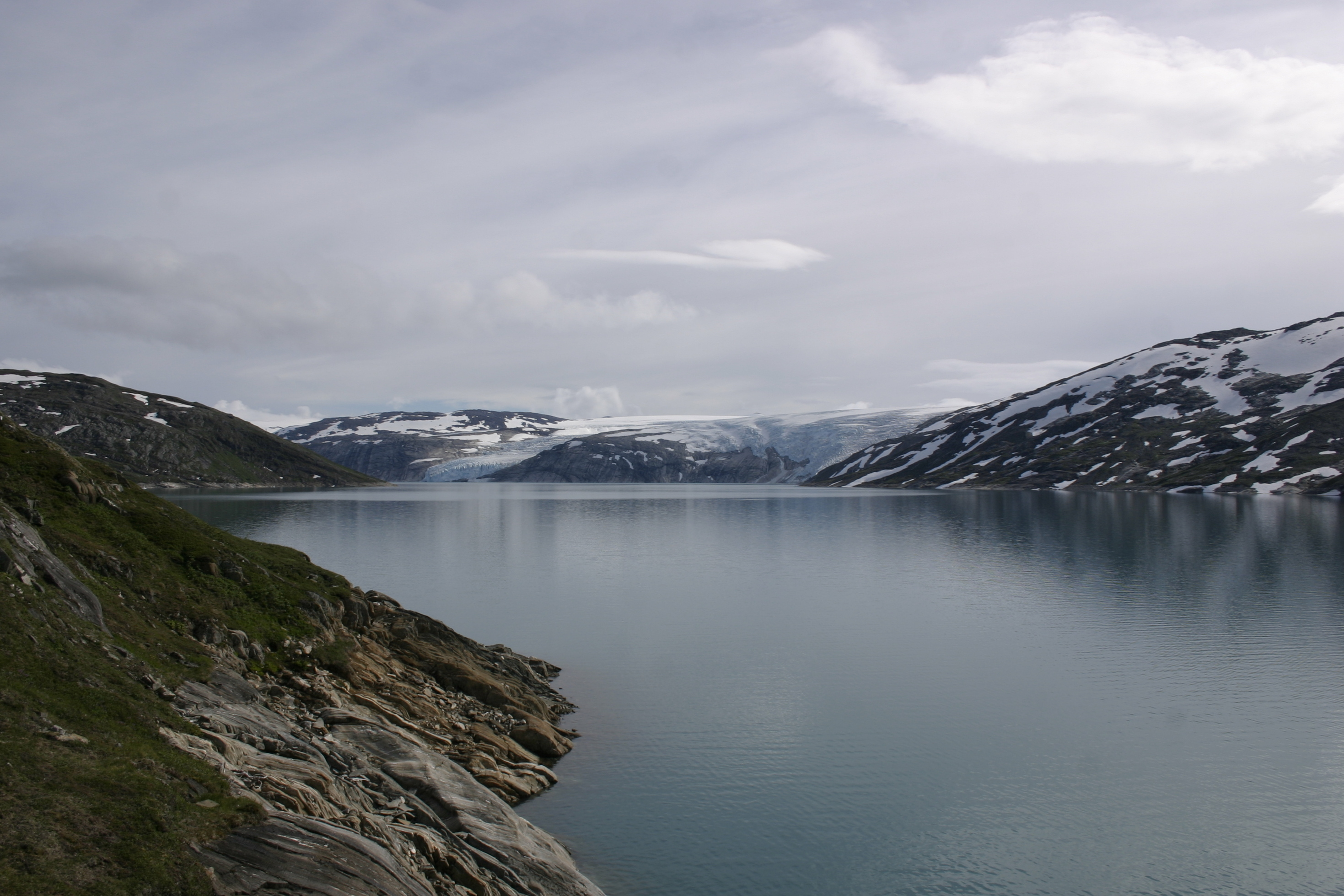
Storglomvatnet

Die Gemeinde liegt im Norden der Region Helgeland und grenzt an Gildeskål im Norden, Beiarn im Osten, Rana im Südosten und Rødøy im Süden. Des Weiteren bestehe eine Seegrenze zu den Gemeinden Bodø und Røst. In der Kommune Meløy schneiden sich mehrere Fjorde ins Land, so der Glomfjorden und weiter im Süden der Holandsfjorden. Vor der Küste liegen einige zur Meløy gehörenden Inseln, so unter anderem die Meløya, die Mesøya, die Åmøya und die Insel Teksmona. Weiter im Landesinneren befinden sich mehrere Seen, der größte davon das Storglomvatnet.
Das Festland ist von Bergen geprägt, an einigen Stellen gibt es einen etwas breiteren flachen Küstenstreifen. Die höchste Erhebung ist die Skjelåtinden mit einer Höhe von 1636,5 moh. Sie liegt im Osten an der Grenze zu Beiarn. Das Gebiet im Südosten der Kommune geht in den Saltfjellet-Svartisen-Nationalpark ein. Dort liegt auch ein großer Teil des Gletschers Svartisen. Im Nordosten liegt ein kleinerer Bereich des Láhko-Nationalparks.

## Einwohner

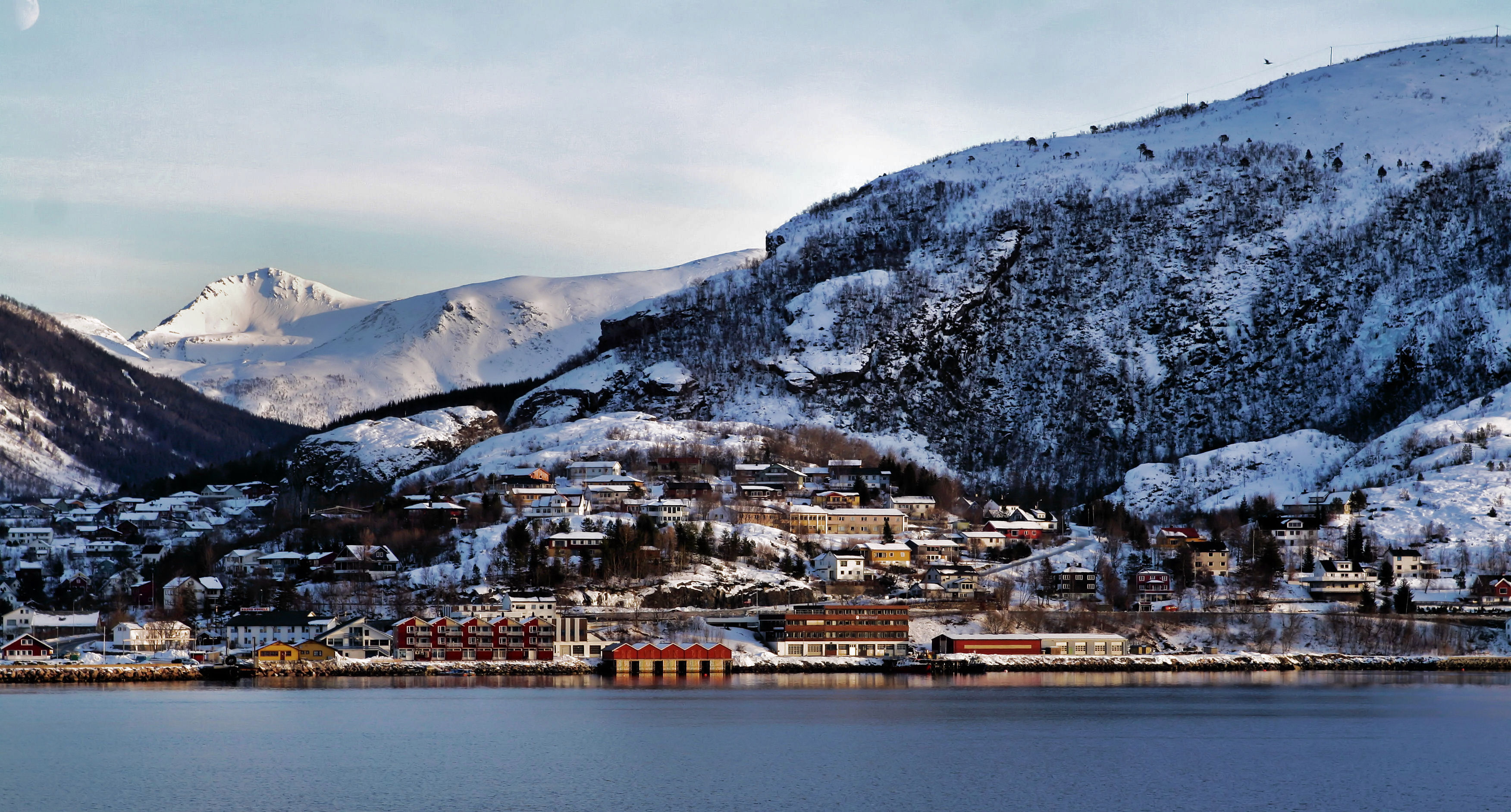
Ørnes

Die Bevölkerung lebt vor allem entlang der Küste. Nach dem Zweiten Weltkrieg wuchs die Einwohnerzahl stark an, als sich Norsk Hydro in der Ortschaft Glomfjord niederließ. 1965 wurden 7565 Einwohner erreicht. Anschließend ging die Zahl der Einwohner wieder zurück. In der Gemeinde liegen mehrere sogenannte Tettsteder, also mehrere Ansiedlungen, die für statistische Zwecke als eine städtische Siedlung gewertet werden. Diese sind Ørnes mit 1647, Glomfjord mit 1083, Reipå mit 260 und Eidbukta mit 567 Einwohnern (Stand: 1. Januar 2024).
Die Einwohner der Gemeinde werden Meløyfjerding genannt. Offizielle Schriftsprache ist wie in vielen Kommunen in Nordland Bokmål, also die weiter verbreitete der beiden norwegischen Sprachformen.
| Jahr          | 1986 | 1990 | 1995 | 2000 | 2005 | 2010 | 2015 | 2020 | 2025 |
| ------------- | ---- | ---- | ---- | ---- | ---- | ---- | ---- | ---- | ---- |
| Einwohnerzahl | 7007 | 7111 | 7000 | 6796 | 6759 | 6639 | 6454 | 6288 | 6104 |

## Geschichte
Die Gemeinde Meløy wurde zum 1. Januar 1884 gegründet, als sie von Rødøy ausgegliedert wurde. Sie hatte zu diesem Zeitpunkt 2696 Einwohner. In Meløy liegen mehrere Kirchen, unter anderem die 1867 errichtete Holzkirche Meløy kirke und die 1957 gebaute Glomfjord kirke.

## Wirtschaft und Infrastruktur

### Verkehr
Entlang der Nordseite des Glomfjordens führt der Fylkesvei 17. Dieser stellt die Verbindung Richtung Norden und somit unter anderem in die Stadt Bodø her. Im östlichen Bereich des Glomfjordens beginnt der Svartistunnel, der Richtung Süden an das Holandsfjorden führt.

### Wirtschaft
Traditionell war die Fischerei, häufig in Kombination mit der Landwirtschaft, von großer Bedeutung. Mit der Zeit entwickelte sich die Gemeinde ab Beginn des 20. Jahrhunderts zu einem Industriestandort. Unter anderem wurde mit Hilfe von in lokalen Kraftwerken erzeugtem Strom ein Schmelzwerk für Zink und Aluminium gebaut. Nach dem Zweiten Weltkrieg siedelte sich die Norsk Hydro an, in den 1990er-Jahren ging die Produktion dort zurück. Stattdessen wurde die Produktion von Siliziumwafern und Solarzellen gestartet. 2011 wurde diese eingestellt. Dominierende Bestandteile der Industriebranchen sind nun die Erdölraffinerien sowie die chemische und pharmazeutische Industrie. Des Weiteren werden mehrere Fischzuchtanlagen in Meløy betrieben und es existieren weiterhin mehrere Fischerorte. Die landwirtschaftlichen Betriebe sind vor allem auf die Milch- und Fleischproduktion ausgelegt. Das größte Wasserkraftwerk in der Gemeinde ist das von Statkraft betriebene Wasserkraftwerk Svartisen mit einer durchschnittlichen jährlichen Produktion von 2466 GWh. Im Jahr 2019 arbeitete der Großteil der Arbeitstätigen in Meløy selbst, nur ein eher kleiner Teil verteilte sich auf umliegende Kommunen wie Bodø und Gildeskål.

## Name und Wappen
Das seit 1984 offizielle Wappen der Kommune zeigt eine goldene Mohnblume auf blauem Hintergrund. Meløy wurde in alten Schriften unter anderem  als Mjólu erwähnt. Dieser Name soll sich vom altnordischen mjǫl ableiten und „Mehl“ bedeuten, wobei es sich vielleicht um eine Beschreibung des feinen Sands handeln solle. Die heutige Schreibweise mit der Vorsilbe „mel-“ findet sich seit dem 16. Jahrhundert wieder.